# Papež Gaj
Sveti Gaj (latinsko Gaius), v literaturi pogosto imenovan tudi sveti Kaj (latinsko Caius),papež (in  mučenec glej: Ocena) , Rimskokatoliške cerkve, * začetek 2. stoletja n. št. Salona, Dalmacija, Rimsko cesarstvo (danes Solin pri Splitu, Hrvaška), † 22. april 296, Rim, Italija, Rimsko cesarstvo. V Rimskokatoliški cerkvi goduje 22. aprila.

## Ime
Gaj je bil pogosto rimsko ime, kljub vsemu pa se ime tega papeža pogosto navaja kot Kaj. Kakor latinščina ni poznala dveh različnih črk za fonema u in v, ampak je oboje zapisovala kot U, tako tudi sprva ni razlikovala med fonemoma g in k, ampak je oboje zapisovala s črko C (fonem c kot tak v klasični latinščini sploh ni obstajal). Šele kasneje so naredili razliko tako, da so znaku C dodali spodaj prečko in ga spremenili v G. Zaradi prejšnjega nerazlikovanja je tako prišlo do mnogih napačnih izgovarjav in posledično tudi zapisov nekaterih besed. Glej tudi imena Kaja (Gaja), Kajetan (Gajetan), Gašper (Kaspar).

## Življenjepis
Liber pontificalis piše, da je Gaj vodil Cerkev od 17. decembra 282 (ali 283) do 22. aprila 295 (ali 296). Pokopan je v Kalistovih katakombah. V času njegovega pontifikata je cesar Dioklecijan (284-305), ki je bil po izročilu njegov stric, razdelil obsežno rimsko državo v štiri prefekture. Sam je kot avgust (vladar) upravljal vzhod (Malo Azijo, vzhodne pokrajine in Egipt z Libijo), njegov sovladar cezar Galerij pa Ilirik (balkanske in podonavske dežele). Na zahodu je bil avgust Maksimijan (upravljal je Italijo, alpske pokrajine in zahodno Afriko), njegov sovladar cezar pa Konstancij Klor (upravljal je Galijo, današnjo Francijo, Španijo in Britanijo). 

### Določbe
- Kot papež je Gaj določil, da mora tisti, ki bo postal škof, najprej prejeti vse nižje in višje redove, ki so: vratar, bravec, egzorcist (izganjalec), akolit, subdiakon, diakon in duhovnik.
- On je tudi razdelil področja mesta Rima med diakone na diakonate.

## Smrt in češčenje
Njegov god je 22. aprila skupaj s Soterom. Papež Gaj je pokopan v Kalistovih katakombah v Rimu. 
V Solinu obstaja kapelica svetega Gaja. Frančiškanska provinca v Dalmaciji se je imenovala se po njem vse do leta  1743, ko so jo preimenovali v „Provinca Presvetega Odrešenika”.
V Florenci mu je posvečena cerkev San Gaggio.

### Ocena
Trajanove (98-117) določbe, ki so sicer nekoliko branile kristjane pred samovoljo množic, obenem pa zahtevale, da se pripadnost krščanstvu kaznuje s smrtjo, so postale splošno pravilo za pravno ravnanje javne oblasti s kristjani v drugem stoletju. Tako stanje je vladalo vse do Milanskega edikta, ki ga je izdal cesar Konstantin Veliki v Milanu leta 313. Vse do tega datuma so bili kristjani v primerjavi s pogani drugorazredni državljani; vendar so tudi tisti rimski cesarji, ki sicer niso direktno (skozi celo svoje vladanje) preganjali kristjanov, nekaznovano dopuščali izbruhe poganskih množic proti kristjanom. To jim je večkrat služilo kot dobrodošli ventil za ljudsko nezadovoljstvo. 
Dioklecijan sprva sicer ni preganjal kristjanov. Zato nekateri zgodovinarji menijo, da Gaj ni umrl mučeniške smrti. Čeprav je Dioklecijan v začetku kazal strpnost, ga je k preganjanju pozneje nagovoril Galerij, češ da je krščanstvo nevarno za državo. Leta 303 je izdal celo vrsto odlokov, ki so imeli za cilj popolnoma izkorenininjenje krščanstva in je kri kristjanov tekla v potokih.